# Їржи Кладрубський
Їржи Кладрубський (чеськ. Jiří Kladrubský, нар. 19 листопада 1985, Чеські Будейовиці) — чеський футболіст, що грав на позиції захисника, півзахисника.
Виступав, зокрема, за клуб «Спарта» (Прага), а також національну збірну Чехії.
Чемпіон Чехії. Володар Кубка Чехії. Дворазовий чемпіон Словаччини. Володар Кубка Словаччини.

## Клубна кар'єра
Народився 19 листопада 1985 року в місті Чеські Будейовиці. Вихованець футбольної школи клубу «Динамо» (Ч. Будейовіце).
У дорослому футболі дебютував 2003 року виступами за команду «Динамо» (Ч. Будейовіце), в якій провів два сезони, взявши участь у 2 матчах чемпіонату. 
Згодом з 2005 по 2007 рік грав у складі команд «Татран Пошторна» та «Динамо» (Ч. Будейовіце).
Своєю грою за останню команду привернув увагу представників тренерського штабу клубу «Спарта» (Прага), до складу якого приєднався 2007 року. Відіграв за празьку команду наступні чотири сезони своєї ігрової кар'єри. Більшість часу, проведеного у складі «Спарти», був основним гравцем команди. За цей час виборов титул чемпіона Чехії, ставав володарем Кубка Чехії.
Протягом 2011—2016 років захищав кольори клубів «Слован», «Динамо» (Ч. Будейовіце), «Каллоні» та «Павія».
Завершив ігрову кар'єру у команді «Динамо» (Чеські Будейовиці), у складі якої вже виступав раніше. Повернувся до неї 2016 року, захищав її кольори до припинення виступів на професійному рівні у 2021 році.

## Виступи за збірні
Протягом 2006–2007 років залучався до складу молодіжної збірної Чехії. На молодіжному рівні зіграв у 8 офіційних матчах.
У 2007 році дебютував в офіційних матчах у складі національної збірної Чехії.
Загалом протягом кар'єри в національній команді, яка тривала 2 роки, провів у її формі 3 матчі.
| Дата       | Місто   | Господарі | Результат | Гості    | Турнір            | Голи | Примітки |
| ---------- | ------- | --------- | --------- | -------- | ----------------- | ---- | -------- |
| 21-11-2007 | Нікосія | Кіпр      | 0 – 2     | Чехія    | Відбір до ЧЄ 2008 | -    | 87'      |
| 5-2-2008   | Нікосія | Греція    | 1 – 0     | Чехія    | товариський матч  | -    |          |
| 15-10-2008 | Теплиці | Чехія     | 1 – 0     | Словенія | Відбір до ЧС 2010 | -    | 90+1'    |
| Усього     |         | Матчів    | 3         |          | Голів             | 0    |          |

## Титули і досягнення
- Чемпіон Чехії (1):

«Спарта» (Прага): 2009-2010
- Володар Кубка Чехії (1):

«Спарта» (Прага): 2007-2008
- Володар Суперкубка Чехії (1):

«Спарта» (Прага): 2010
- Чемпіон Словаччини (2):

«Слован»: 2012-2013, 2013-2014
- Володар Кубка Словаччини (1):

«Слован»: 2012-2013